# Calzada News
Calzada News es un sitio web de noticias relacionadas con la música rock y que contiene datos de bandas musicales, agenda de conciertos, entrevistas y otros contenidos relacionados. 
Su creador es conocido Nacional así como internacionalmente por Xuanel el cual tiene el sello discográfico producciones XL.
Actualmente es miembro del grupo de Rock and Roll The Uncle Jon's Band.